# 北京協和醫院澳門醫學中心／澳門醫院籌備辦公室
北京協和醫院澳門醫學中心／澳門醫院籌備辦公室（葡萄牙語：Gabinete Preparatório do Centro Médico de Macau do Peking Union Medical College Hospital/Hospital de Macau，葡文簡稱：GPPUHM）是澳門特別行政區政府社會文化司轄下部門。該部門於2022年8月11日成立，隨著離島醫療綜合體北京協和醫院澳門醫學中心於2023年12月20日起試開業，部門存續期至2023年12月31日終止。

## 職能
統籌啓用“北京協和醫院澳門醫學中心／澳門醫院”（離島醫療綜合體）的各項籌備工作，同時負責向北京協和醫院澳門醫學中心/澳門醫院策略發展委員會提供技術、行政及後勤輔助。

## 職責
- 協助制定新醫院的組織架構設置；
- 協助制定新醫院的管理及運作機制；
- 協助制定新醫院的人員制度、人力資源規劃及培訓計劃；
- 協助制定新醫院的分階段啟用計劃；
- 按上項所指計劃，組織新醫院所需人員的培訓；
- 按照與衛生局的分工，跟進新醫院的工程、設備、服務及藥品採購工作，促使採購的醫療設施、設備及藥品等切合新醫院未來的需求及服務發展；
- 推動為切合新醫院運作所需的專項立法工作，包括設立新醫院的法律、行政法規，以及其他通則和規章；
- 履行法定的其他職責。

辦公室應與衛生局及其他公共部門和實體互相合作及協調，衛生局及其他公共部門和實體亦應向辦公室提供所需的資訊及其他協助。

## 組織法例
- 第143/2022號行政長官批示（2022年8月8日《澳門特別行政區公報》）設立“北京協和醫院澳門醫學中心／澳門醫院籌備辦公室”。